# Château de Dournes
 (mai 2023).
- Si vous ne connaissez pas le sujet, laissez ce bandeau (vous pouvez alors contacter les auteurs).
- Si vous supprimez le contenu mis en cause (vous pouvez préalablement contacter les auteurs),

argumentez précisément cette suppression dans la page de discussion
(un manque de référence n'est pas un argument ; une recherche réelle de référence doit avoir été effectuée, être formellement documentée).
Le château de Dournes ou Dournès, est un château situé à Blan, dans le Tarn (France).

## Historique

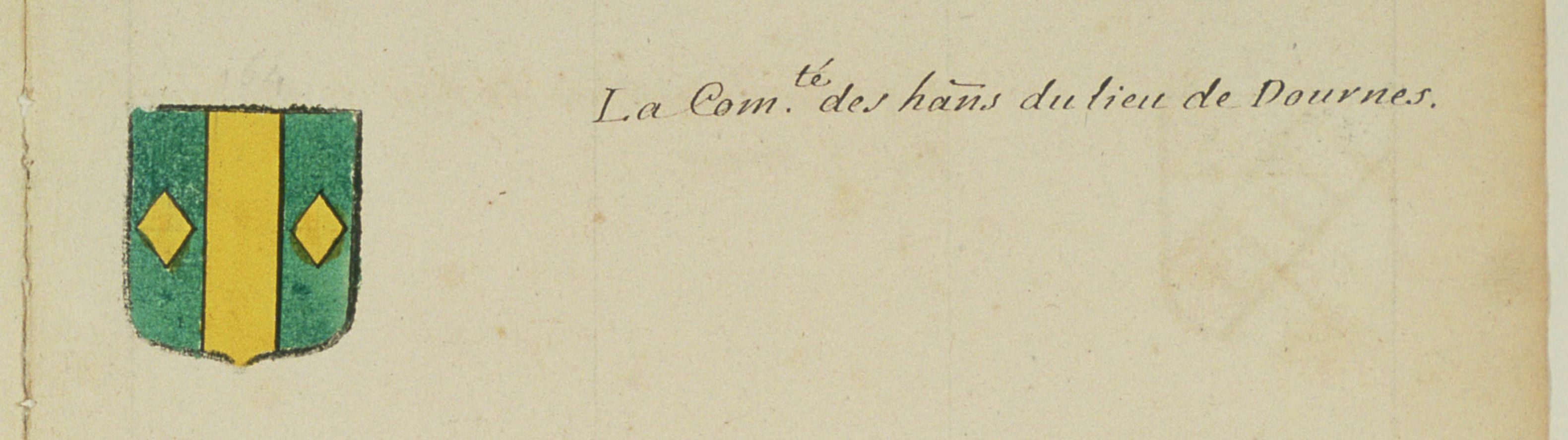
Blason mentionné comme étant celui de Dournes (1696)

Il n'existe pas d'informations historiques sur le château. Néanmoins, au vu de son architecture et du grand nombre de châteaux datant de cette époque dans le département, il semble avoir été rénové à la fin du XIXe siècle.

## Architecture
L'édifice est composé d'un petit corps de logis s'élevant sur deux étages. Il s'organise en cinq travées, accolée d'un pavillon à l'ouest, surmonté d'une terrasse au premier étage. Il est couvert d'un enduit blanc, avec des chaînages d'angles en pierre. Les encadrements d'ouvertures sont faites dans la même pierre que ces chaînages. La façade sud possède un balcon, tandis que celle au nord est accessible par un perron à double-escalier. Le toit, à la Mansart, est en ardoise, et ouvert par cinq lucarnes.
Le domaine du château, composé d'arbres centenaires, s'étend sur 4 hectares.
Le château est une propriété privée et n'est pas ouvert au public. 